# Versterkte bloedingsneiging
Een versterkte bloedingsneiging (medische term: hemorragische diathese) bestaat als iemand makkelijker of langer bloedt dan normaal. Dit kan op verschillende wijzen ontstaan:

## Stoornissen in de bloedplaatjes (trombocyten)

### Tekort aan (functionele)trombocyten
- verhoogde afbraak
- autoantistoffen
- Idiopathische trombocytopenische purpura (ITP); de oorzaak van het tekort aan bloedplaatjes is een autoantistof tegen bloedplaatjes, waardoor de afbraak sneller verloopt dan de aanmaak, die meestal sterk verhoogd is.
- allo-antistoffen
- neonatale trombocytopenie
- posttransfusie-purpura
- geneesmiddelafhankelijke immuniteit
- splenomegalie (een vergrote milt kan meer trombocyten wegvangen dan goed is)
- intravasale stolling
- een anaplasma platys infectie, deze bacterie veroorzaakt trombocytopenie
- immuun-gemedieerde trombocytopenie, dit kan door immuunziekten, medicijngebruik en infecties veroorzaakt worden.

### Onvoldoende aanmaak van trombocyten
- leukemie
- stamcelafwijkingen
- beenmerginfiltratie
- bestraling / cytostatica
- vitamine B12- / foliumzuurdeficiëntie
- geneesmiddelen
- afwijkende trombocytenfunctie
- trombastenie (autosomaal recessief); een erfelijke bloederziekte met gestoorde adhesiviteit, aggregatie en retractie van bloedplaatjes.
- trombopathie: een stoornis in de werking van de trombocyten. Dit kan veroorzaakt worden door gebruik van NSAID’s zoals aspirine.

## Stoornissen in de bloedstolling

### Gebrek aan (functionele) stollingsfactoren
- onvoldoende productie in de lever (b.v. bij alcoholisme!)
- leverziekten waarbij er een verminderde leverfunctie ontstaat (relatief zeldzaam bij kat en hond)
- hoger verbruik dan kan worden gecompenseerd
- ernstig trauma
- niet functioneel zijn van stollingseiwitten door vitamine K tekort
- vitamine K-deficiëntie kan bij carnivoren ontstaan door onvoldoende opname met het voedsel.
- Een relatief tekort ontstaat bij opname van vitamine K antagonisten door vergiftiging met rodenticiden / pesticiden gebaseerd op coumarinederivaten. De vitamine K antagonisten remmen de laatste stap in de productie van  de procoagulantia van de vitamine K-afhankelijke stollingsfactoren, die daardoor onwerkzaam zijn.

### Niet functioneel zijn van stollingseiwitten door mutaties in de coderende genen
- Hemofilie A en B (X-chromosomaal recessief); ontbreken of tekort aan stollingsfactor VIII of IX. Hemofilie komt voornamelijk bij mannelijke dieren voor. Het niet functioneren of ontbreken van stollingsfactoren geeft normaal gesproken pas problemen wanneer de restactiviteit in het bloedplasma minder is dan 30%.
- Factor VII deficiëntie (milde ziekteverschijnselen), Factor X deficiëntie (homozygoot = lethaal), factor XI deficiëntie, Factor XII deficiëntie (veroorzaakt op zichzelf geen hemorragische diathese), fibrinogeen deficiëntie (autosomaal)
- Ziekte van Von Willebrand (autosomaal dominant); een vorm van hemofilie, waarbij samenklontering van trombocyten bij de stolling verstoord is, gepaard met een stollingsfactor VII deficiëntie.

## Afwijkende vaatwand
- vaatwandontsteking
- angiodysplasie
- Idiopathische vasculaire calcificatie

## Combinaties van bovengenoemde, met name diffuse intravasalecoagulatie(DIC)
- vrijgekomen endotoxinen (bv. bij bacterie infectie)
- infecties die zich naar het bloed verspreiden (sepsis)
- ernstige weefselbeschadiging
- intoxicatie (bv. bij slangenbeten)
- reacties op bloedtransfusies
- neoplasie (bv. bij tumoren die zich door het hele lichaam hebben uitgezaaid)
- complicaties bij een bevalling.

### Onderscheid
Er wordt een eerste onderscheid gemaakt tussen de verschillende oorzaken van bloedingsneiging door de volgende waardes in het bloed te onderzoeken:
- Geactiveerde partiële tromboplastinetijd (APTT)
- Protrombinetijd (PT)
- alanine aminotransferase (ALAT)
- het aantal trombocyten
- de hoeveelheid fibrinogeen